# Deitsch (Band)
Deitsch ist eine deutsche Folkband.
Der Kern von Deitsch sind die Sängerin und Violinistin Gudrun Walther und der Gitarrist und Sänger Jürgen Treyz.
Die beiden Musiker leben in Baden-Württemberg, touren jedoch landesweit und singen zumeist alte deutsche Lieder, Balladen und Tänze, jedoch auch mit teilweise ausländisch-folkloristischen Einschlägen. Um die meist mundartlichen Originaltexte nicht durch falsche Dialektaussprache zu verfälschen, tragen sie diese auf Hochdeutsch vor.
Beide Musiker sind bzw. waren auch Teil weiterer Folk-Bands wie La Marmotte und Cara sowie der 2006 aufgelösten Band Adaro.

## Weitere Musiker
Je nach Konstellation begleiten ein oder mehrere der folgenden Musiker die beiden bei Auftritten oder Aufnahmen:
- Johannes „Philipp“ Uhlmann (Akkordeon)
- Henrik Mumm (Bass, Cello)
- Herbert Wachter (Perkussion)
- Christoph Pelgen (Schäferpfeife)
- Andreas Uhlmann (Posaune)
- Konstanze Kulinsky (Gesang)
- Hans Ehrenpreis (Gesang)
- Barbara Hintermeier (Violine)
- Steffen Gabriel (Dudelsack)

## Diskografie
- Königskinder (artes records 2005 ARCD 3037)
- Heimat (artes records 2009 ARCD 3044)
- Live in Rudolstadt 2009 (Löwenzahn Musikverlag 2009 HD20093)
- Mittsommer-Sessions (artes records/Galileo 2019 AR5020)